# 佐藤敦 (プロデューサー)
佐藤 敦（さとう あつし、1955年 - ）は、テレビドラマ・映画のプロデューサー。

## 来歴
1979年、日活に入社、にっかつ撮影所のテレビ部に所属した。現場助監督などを経て、1994年日本テレビ入社。
入社後、日本テレビドラマ制作部に所属し、チーフプロデューサーとして1994年『家なき子』シリーズや1995年『星の金貨』に携わった。1994年の『劇場版 家なき子』以降、映画の製作にも携わる。2005年の映画『Tokyo Tower』や2006年の映画『デスノート』シリーズなどの映画を手掛けている。
2019年に『きのう何食べた?』シリーズのテレビドラマや劇場版のプロデューサーを手がけた。

## 作品

### 日活時代
- 半分こ・死ぬほど好き・くせ（世にも奇妙な物語）
- ぼくが医者をやめた理由（1990年）（プロデューサー）
- 犬神家の一族（1990年テレビ版）（プロデューサー）
- 外科病棟女医の事件ファイル（1991年）（プロデューサー）
- その時、ハートは盗まれた（1992年）（プロデューサー）
- 女事件記者立花圭子（1992年）（プロデューサー）
- 子供が寝たあとで（1992年）（プロデューサー）
- ツインズ教師（1993年）（プロデューサー）
- ジェラシー（1993年）（プロデューサー）
- 女検事の捜査ファイル（1993年）（企画協力）
- 大人のキス（1993年）（プロデューサー）

### 企画・プロデューサー作品

#### テレビドラマ
- DRAMA COMPLEX（2005年）（枠担当チーフ）
- 土曜ドラマ（2005年）（枠担当チーフ）
- 戦国自衛隊・関ヶ原の戦い（2006年）（プロデューサー）
- 検事 霞夕子SP 悪徳政治家は許さない（2006年）（プロデューサー）
- 手の上のシャボン玉（2006年）（プロデューサー）
- 私が私であるために（2006年）（プロデューサー）
- 松本清張スペシャル　共犯者（2006年）（プロデューサー）
- プリズンガール（2006年）（プロデューサー）
- 嘘をつく死体（2006年）（プロデューサー）
- らんぼう（2006年）（制作）
- 都立水商！（2006年）（プロデューサー）
- 銭華2 DX豪華版（2007年）（プロデューサー）
- 愛の流刑地（2007年）（プロデューサー）
- 私は貝になりたい（2007年）（プロデューサー）
- 課長 島耕作（2008年）（プロデューサー）
- 東京大空襲（2008年）（企画プロデュース）
- 華麗なるスパイ（2009年）（プロデューサー）
- QP（キューピー）（2011年）（プロデューサー）
- 殺人偏差値70（2014年）（プロデューサー）
- きのう何食べた？（2019年）（プロデューサー）
  - きのう何食べた?正月スペシャル2020（2020年）（プロデューサー）

#### 映画
- 殺されるのは御免だ（1995年）（企画）
- 家なき子（1994年）（プロデューサー）
- 恋に唄えば（2002年）（製作委員会）
- 模倣犯（2002年）（製作委員会）
- 明日があるさ　ＴＨＥ　ＭＯＶＩＥ（2002年）（製作委員会）
- ROUND1（2002年）（製作担当）
- 魔界転生（2003年）（プロデューサー）
- 天使の牙B.T.A.（2003年）（エグゼクティブプロデューサー）
- 巌流島（2003年）（エグゼクティブプロデューサー）
- ドッペルゲンガー（2003年）（プロデューサー）
- Tokyo Tower（2004年）（企画プロデュース）
- 着信アリ（2004年）（製作委員会）
- SURVIVE STYLE5+（2004年）（製作委員会）
- 着信アリ2（2005年）（製作委員会）
- MAKOTO（2005年）（企画）
- フライ，ダディ，フライ（2005年）（製作委員会）
- LOFT ロフト（2005年）（プロデューサー）
- DEATH NOTE　デスノート（2006年）（企画）
  - DEATH NOTE THE LAST NAME（2006年）（企画）
- 劇場版 きのう何食べた?（2021年）（プロデューサー）